# Клёнов, Сергей Александрович
Сергей Александрович Клёнов — главный тренер юношеских гандбольных сборных России.

## Биография
Первый тренер: Отрезов Валерий Петрович
Участник чемпионата Европы по пляжному гандболу 1998 года.
С 2007 года — тренер клуба «Динамо-Виктор» (Ставрополь). С 2017 по 2021 год — главный тренер в клубе «Виктор».

## Достижения

### Клубные
- Серебряный призер чемпионата Израиля: 2001
- Серебряный призер чемпионата Финляндии ×2

### Клубные (Пляжный гандбол)
- Шестикратный чемпион России

### Тренер
- Серебряный призер чемпионата России: 2020
- Бронзовый призер чемпионата: 2021